# 艾伦·加伯
阿伦·M·加伯（英語：Alan Michael Garber，1955年5月7日—）是一位美国医生和健康经济学家，2024年1月2日起担任哈佛大学第31任校长，2025年当选美国科学促进会会士。

## 早年生活和教育
艾伦·加伯1955年出生在一个犹太人家庭，在伊利諾伊州羅克艾蘭长大。